# Mečuar

Mečuar ali mešvar (arabsko مشور, latinizirano: mašvar, mešvar; špansko mexuar; francosko méchouar) je vrsta lokacije, običajno dvorišče znotraj palače ali javni trg ob vhodu palače, v Magrebu (zahodna Severna Afrika) ali v zgodovinskem Al Andaluzu (muslimanska Španija in Portugalska). Služi lahko različnim funkcijam, kot je kraj zbiranja ali posvetovanja (arabsko mičavara), upravno območje, kjer se upravljajo vladne zadeve. To je bil kraj, kjer je sultan v preteklosti prirejal avdience, sprejeme in slovesnosti. Ime je včasih dano tudi večjemu območju, ki obsega palačo, kot je citadela ali kraljevo okrožje mesta.

## Zgodovina
Uradni javni trg ali obredni prostor je pogosto obstajal pred glavnim vhodom ali vrati zgodnjih kraljevih palač v Al Andaluzu in severni Afriki, čeprav izraz mečuar ni bil nujno uporabljen za njihovo označevanje v zgodovinskih virih. Pomembni primeri so trg pred vrati Bab al-Sudda Omajadskih palač (8.–10. stoletje) v Cordobi v Španiji, kjer so potekale javne usmrtitve in kjer je kalif stal ali sedel na razgledni ploščadi, zgrajeni nad vrati palače, kot tudi obredni trg Bayn al-Kasrajn pred Zlatimi vrati (Bab al-Dhahab) Fatimidskih palač v Kairu v Egiptu, kjer je imel fatimidski kalif tudi balkon nad vrati, s katerega je lahko opazoval slovesnosti spodaj. Podoben trg ali odprt prostor je obstajal tudi na vhodu v mesto palače Medina Azahara (10. stoletje), na koncu ceste, ki je do njega vodila iz bližnje Cordobe. Nekaj stoletij kasneje je bil glavni javni trg, znan kot asarak, prav tako vključen v kazbo v Marakešu, ki so jo zgradili Almohadi konec 12. stoletja. Bile je znotraj upravnega in servisnega dela citadele, omogočal pa je tudi dostop do vhoda v sultanove zasebne palače.
Izraz mečuar se kasneje uporablja za označevanje sprejemnih prostorov ali sob sveta v palačah v regiji v 13.–14. stoletju in kasneje. Mečuar je bil del citadele al-Mansourah, ki so jo zgradili Marinidi v 14. stoletju tik pred Tlemcenom v Alžiriji, na primer. Pred tem so Zajanidi, prav tako v Tlemcenu, ustvarili kraljevo citadelo, znano kot Kal'at al-Mašvar, še danes znano kot palača El Mečuuar. Stala je na zgodnejši almohadski trdnjavi in je v mnogih obdobjih delovala kot kraljeva rezidenca in središče moči v mestu.
Del mečuarja (v španščini znan kot Mexuar) je bil tudi del palač Nasridov v Alhambri v Granadi v Španiji. Sestavljen je bil iz glavnih zunanjih vhodnih vrat, ki sta jim sledili dve zaporedni dvorišči, ki sta vodili do dvorane sveta na njegovem vzhodnem koncu, vse pa je bilo ločeno od emirjevih palač (palača Comares, dvorišče levov) bolj vzhodno. Okoli dvorišč je bilo razporejenih več drugih dvoran, pri čemer so prvo dvorišče verjetno uporabljali sekretarji in uradniki državne uprave, vključno s kancelarijo ali divanom, medtem ko je drugo dvorišče uporabljal emir za uradne avdience. Prvo dvorišče je imelo celo lastno mošejo.
Mečuarje pozneje najdemo kot standardno značilnost večine kraljevih palač (običajno znanih kot dar al-makzen) v Maroku, mnoge pa izhajajo iz kasnejšega alavitskega obdobja (17.–20. stoletje). To so bili na splošno veliki odprti trgi, ki so bili tik pred vrati palače ali so zasedali prostor med glavnim zunanjim vhodom palače in notranjimi palačami sultanove zasebne rezidence. Uporabljali so jih kot sprejemne prostore, javne trge za vojaške parade in kraje, kjer je sultan ali kaid (glavni sodni uradnik v mestu) sprejemal peticije. Nekateri notranji mečuarji, ki so bili znotraj ograjenih prostorov palače, so bili uporabljeni kot administrativni del palače, kjer so delali različni državni uradniki ali sprejemali lastne avdience. Primeri takšnih mečuarjev vključujejo več mečuarjev Dar al-Makzen v Fesu,] mečuarjev vzdolž južne strani Dar al-Makzena in Kazbe v Marakešu, trg Lala Aouda v Kazbi Mulaja Ismaila (in do neke mere tudi bližnji trg El-Hedim) v Meknesu, in mečuar v Kazbi v Tangerju, med drugim. Sodobna kraljeva palača v Rabatu vključuje tudi ogromno esplanado, imenovano Mečuar, in ime se včasih uporablja za celotno okrožje palače na splošno.